# Darden
Darden – jednostka osadnicza w Stanach Zjednoczonych, w stanie Tennessee, w hrabstwie Henderson.